# Primærrute
En primærrute er en rutenummereret vej i Danmark. Primærruter, populært kaldet hovedveje, forbinder landsdele og de større byer. Det er ofte også primærruter, der fører til de store færgeforbindelser. I 2017 var der i alt 3244 km primærruter i Danmark.
Primærruter tildeles numre fra 6 til 99 eller O1-O4 for ringveje, som også er primærruter. Højeste anvendte nummer på en primærrute er 59. Den enkelte rutes nummer fremgår af gule skilte med sorte tal. 

## Veje med primærrutenummer
Der findes i alt 37 veje med primærrutenummer.
- 6 går fra Køge via Roskilde og Hillerød til Helsingør
- 8 går fra Nyborg via Faaborg og Sønderborg til Tønder
- 9 går fra Odense via Svendborg og Maribo til Nykøbing F

- 11 går fra Sæd ved den tyske grænse over Varde, Holstebro og Thisted til Nørre Uttrup
- 12 går fra Esbjerg over Herning til Viborg
- 13 går fra E45 frakørsel 59 Hornstrup ved Vejle over Viborg til frakørsel 32 Sønderup på E45
- 14 går fra Roskilde over Ringsted til Næstved
- 15 går fra Grenaa over Århus og Herning til Søndervig
- 16 går fra Ring 2 i København over Frederiksværk, Hundested, Grenaa, Randers, Viborg og Holstebro til Ringkøbing
- 17 går fra Motorring 3 i København til Tværvej vest for Ballerup
- 18 går fra Vejle over Herning til Holstebro
- 19 går fra Hans Knudsens Plads i København følger E47 til frakørsel 9 Hørsholm C til primærrute 16 ved Æbelholt Kloster vest for Hillerød

- 21 går fra Ring 2 i Valby over Roskilde forbi Holbæk og til Odden Færgehavn over Ebeltoft til Randers
- 22 går fra Kalundborg via Slagelse og Næstved til Vordingborg
- 23 går fra Roskilde over Kalundborg og Juelsminde til frakørsel 59 Hornstrup ved Vejle på Europavej E45
- 24 går fra Aabenraa forbi Ribe til Esbjerg
- 25 går fra Tønder over Jels til Kolding
- 26 går fra Århus over Viborg og Skive til Hanstholm
- 28 går fra Fredericia over Vejle og Billund via Ringkøbing til Lemvig
- 29 går fra Hobro over Aggersund til Hanstholm

- 30 går fra Esbjerg via Billund til Horsens
- 32 går fra Ribe til frakørsel 65 Lunderskov Ø på Europavej E20
- 34 går fra Herning til Skive
- 35 går fra Hjørring til Frederikshavn
- 38 går fra Rønne til Neksø

- 40 går fra Frederikshavn til Skagen
- 41 går fra Sønderborg til frakørsel 71 Aabenraa på Europavej E45
- 42 går fra E45 frakørsel 72 Aabenraa S til Tinglev
- 43 går fra Odense til Faaborg
- 44 går fra Faaborg og slutter ved mødet med Primærrute 9 vest for Svendborg
- 46 går fra Silkeborg til Randers
- 47 går fra Haderslev over Vojens til rundkørslen ved Gabøl

- 52 går fra Juelsminde over Silkeborg til Viborg
- 53 går fra Primærrute 16 ved Hillerød til frakørsel 16 Kr. Sonnerup på Holbækmotorvejen
- 54 går fra Næstved til frakørsel 37 Rønnede på Europavej E47
- 55 går fra Aalborg over Løkken og Hjørring til Hirtshals
- 57 går fra Holbæk via Stenlille til frakørsel 37 Sorø på Europavej E20
- 59 går fra Vordingborg over Dronning Alexandrines Bro til Stege

## Primærruter, der er motorveje
Jylland
- 15 Djurslandmotorvejen
- 15 Herningmotorvejen
- 15 Silkeborgmotorvejen
- 18 Holstebromotorvejen
- 18 Midtjyske Motorvej
- 15 Messemotorvejen
- 8 Sønderborgmotorvejen

Fyn
- 9 Svendborgmotorvejen

Sjælland
- 16 Hillerødmotorvejen
- 17 Frederikssundmotorvejen
- O4 Motorring 4
- 19 Helsingørmotorvejen
- 21 Holbækmotorvejen
- 23 Kalundborgmotorvejen

## Primærruter, der er under anlæg eller planlægges som motorveje
- 23 Kalundborgmotorvejen (Dramstrup - Kalundborg)
- 54 Næstvedmotorvejen (Næstved - Rønnede)
- 17 Frederikssundmotorvejen (Tværvej N - Frederikssund S)[2]
- 26 Viborgmotorvejen (Aarhus - Hammel)
- 16 Hillerødmotorvejen (Allerød S - Hillerød N)
- 18 Midtjyske Motorvej (Herning N - Sinding)
- 15 Messemotorvejen (Herning V - Snejbjerg)
- 13 Hærvejsmotorvejen (Haderslev – Billund - Give - Herning - Viborg - Hobro)[3]

## Primærruter, der ønskes omdannet til motorveje
- 15 Djurslandmotorvejen (Løgten - Grenaa)[4]
- 26 Viborgmotorvejen (Hammel - Viborg)
- 22 Sjællandske Tværmotorvej (Kalundborg - Næstved - Bårse) [5] [6]
- O5 Motorring 5 (Køge - Frederikssundmotorvejen)[7]
- 21 Odsherredmotorvejen (Holbæk - Vig)
- 11 Vestjyske Motorvej (Esbjerg – Tønder)[8]
- 8 Sønderborgmotorvejen (Sønderborg - Ringe)
- 6 Køgemotorvejen (Køge - Roskilde) [9]
- 14 Roskildemotorvejen (Ringsted - Roskilde)[10]

## Ringveje, der er primærruter
Ved København
- O2 Ring 2 (København) (egentlig ringrute)
- O3 Ring 3 (København) Vallensbæk Strand – Glostrup – Herlev – Lyngby
- O4 Ring 4 (København) Ishøj – Ballerup – Lyngby

Ved Hillerød
- O2 Ring 2 (Hillerød)